# Thân vương quốc Chernigov
Thân vương quốc Chernigov (tiếng Slav Đông cổ: Чєрниговскоє кънѧжьство; tiếng Ukraina: Чернігівське князівство; tiếng Nga: Черниговское княжеств о) là một trong những nhà nước lớn nhất và hùng mạnh nhất trong Kiev Rus'. Trong một thời gian, nó là Thân vương quốc mạnh thứ hai sau Kiev. Công quốc được thành lập vào thế kỷ thứ X và duy trì một số nét đặc trưng cho đến thế kỷ XVI. Thân vương quốc Chernigov bao gồm các khu vực của Ukraine, Belarus và Nga ngày nay.

## Vị trí
Hầu hết Chernigov nằm ở tả ngạn sông Dnepr, trong lưu vực của sông Desna và sông Seim. Cư dân Thân vương quốc được cho hầu hết là bộ lạc Siveria thuộc người Slav và một phần là người Polan Dnepr. Sau đó, lãnh thổ của nó mở rộng đến vùng đất của người Radimich và một phần người Vyatich và người Drehovich. Kinh đô của Thân vương quốc là thành phố Chernigov, các thành phố quan trọng chính khác là Novgorod-Severski, Starodub-Seversky, Trubchevsk và Kozelsk. Quyền sở hữu và ảnh hưởng của Thân vương quốc Chernigov giáp với Thân vương quốc Ryazan ở phía Bắc và Thân vương quốc Tmutorokan ở phía Đông Nam.

## Lịch sử
Theo Biên niên sử chính yếu, trước thế kỷ 11 thân vương quốc được cai trị bởi các trưởng lão bộ lạc địa phương và các voivode đến từ Kiev do Đại vương công bổ nhiệm để thu cống nạp từ cư dân địa phương, quản lý tòa án, và phòng thủ lãnh thổ khỏi kẻ địch bên ngoài.
Năm 1024, Mstislav của Chernigov, con trai của Vladimir Vĩ đại đến từ Tmutarakan và thiết lập quyền cai trị đối với Thân vương quốc Chernigov. Mstislav định sông Dnepr làm biên giới tự nhiên giữa vùng ảnh hưởng của mình và của anh em trai mình là Yaroslav Thông thái. Đây là nỗ lực được ghi nhận đầu tiên nhằm dàn xếp khu vực quản lý theo thỏa thuận thay vì bạo lực trên các vùng đất Rus. Phân chia lãnh địa giữa hai anh em tiến triển đến một vị trí ổn định, điều này dễ dàng được tạo điều kiện thuận lợi do khoảng cách rộng lớn của khu vực, nơi Mstislav mở rộng về phía nam trong khi Yaroslav mạo hiểm về phía bắc.
Ông bắt đầu thiết lập Chernigov thành một trong những trung tâm hành chính quan trọng nhất trong khu vực, sau đó ông xây dựng các hàng rào phòng thủ và mở rộng tòa thành. Thành lũy kiên cố được xây dựng với chu vi 2,5 km với chiều cao trung bình 4 m, mức rộng lớn thậm chí theo tiêu chuẩn của Rus. Sau cái chết của Mstislav sau một chuyến đi săn vào năm 1036, Chernigov được hợp nhất vào lãnh địa Kiev.
Sau khi anh em trai của mình mất, Yaroslav Thông thái giành được quyền lực độc tôn của triều đại và yêu sách Thân vương quốc Chernigov, ông sẽ cai trị cho đến năm 1054. Sau đó, con trai ông là Đại vương công tương lai Sviatoslav mở đầu nhánh Chernigov của vương triều Ryurik. Trong nội chiến của dòng Yaroslav, Chernigov là nơi tranh giành giữa các con trai của Sviatoslav và Vsevolod. Sau khi Sviatoslav mất vào năn 1076, theo quyết định của Hội đồng Liubech, các con trai của Sviatoslav là Oleg và Davyd, và hậu duệ của họ đạt được thân vương quốc. Thân vương quốc sau đó giành được một mức độ tự trị nhất định, và chủ yếu được đảm bảo sau này.
Thân vương quốc sau đó được chia thành ba thân vương quốc thái ấp chính: Chernigov, Novgorod-Seversk và Murom-Ryazan. Trong khi Tmutarakan do xa xôi nên thường xảy ra tranh chấp và cuối cùng bị vượt qua. Murom và sau đó là Ryazan đã rời xa ảnh hưởng của Chernigov và sau một thời gian thì bị Thân vương quốc Vladimir tranh chấp. Tuy nhiên, ảnh hưởng của các Thân vương Chernigov vẫn còn lớn và họ vẫn giữ tước hiệu Đại vương công Kiev trong một thời gian. Chernigov là một trong những trung tâm kinh tế và văn hóa lớn nhất của Kiev Rus'.

## Danh sách huyện và thành phố

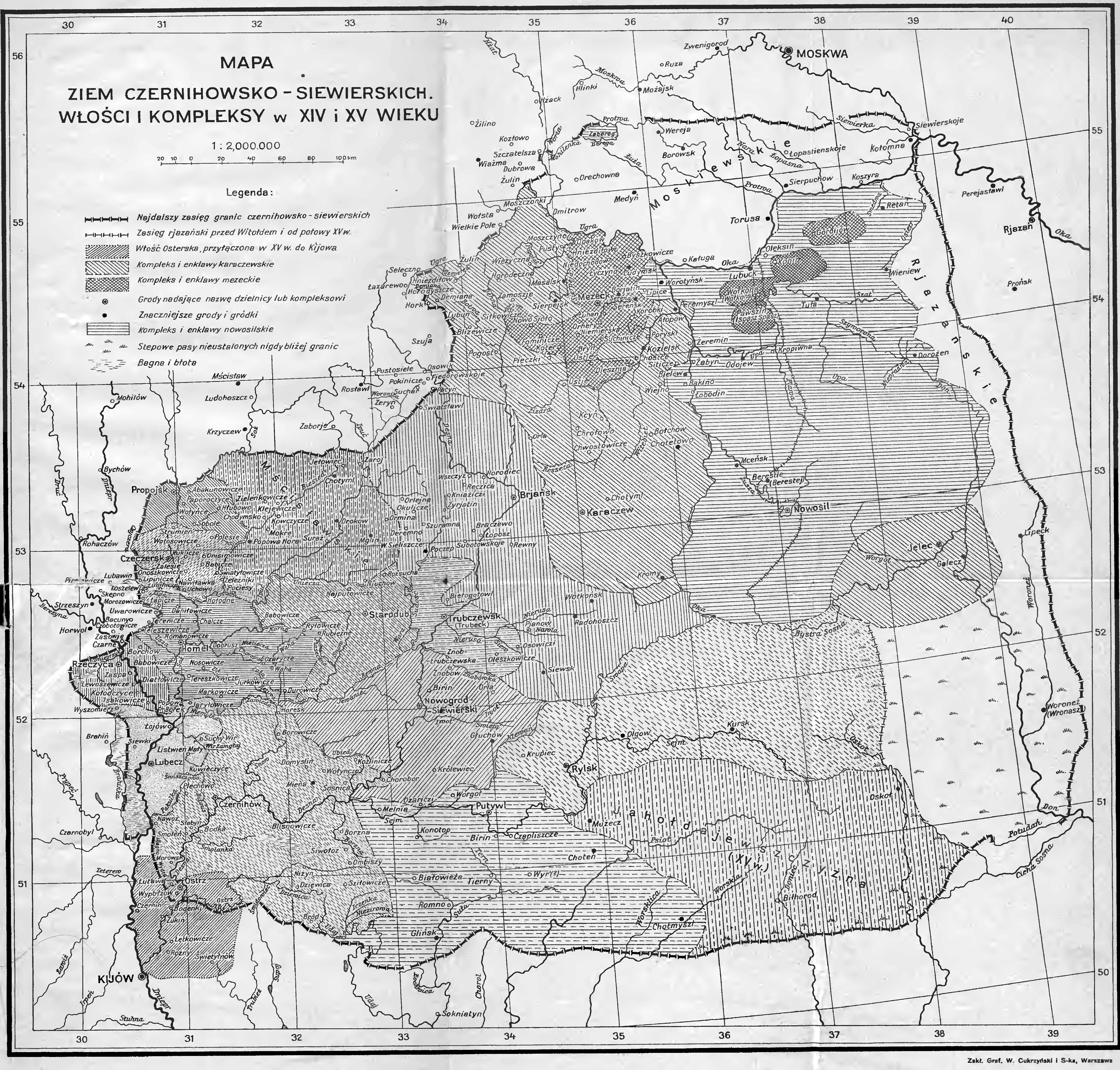
Lãnh thổ Chernigov vào thế kỷ 15

Bên dưới là danh sách các huyện và thành phố của Thân vương quốc Chernigov:
- Bilhorod Kyivskyi
- Briansk
- Chachersk
- Chernihiv
- Hlukhiv
- Homel
- Karachev
- Kozelsk
- Kursk
- Liubech
- Mezetsk
- Mglin
- Novhorod-Siversky
- Novosil
- Oryol
- Oster
- Ryazan
- Propoisk
- Putyvl
- Rechytsia
- Rylsk
- Starodub
- Trubetsk
- Vyr
- Yelets